# Іллічов Віктор Григорович
Віктор Григорович Іллічов (рос. Ви́ктор Григо́рьевич Ильичёв; 5 лютого 1946, Ленінград, РРФСР, СРСР — 8 жовтня 2010, Бока-Ратон, Флорида, США) — радянський, російський і американський актор актор театру і кіно. Заслужений артист РРФСР (1988).

## Життєпис
Будучи підлітком, займався у дитячій студії при Театрі імені Ленсовета, тоді ж вперше вийшов на сцену. У 1967 році закінчив Ленінградський державний інститут театру, музики і кінематографії (курс Георгія Товстоногова).
Після інституту став актором Ленінградського Державного театру ім. Ленінського комсомолу, потім — Ленінградського драматичного театру імені Коміссаржевської.
З 1977 року (і до свого від'їзду в США) був актором кіностудії «Ленфільм». Багато знімався на Одеській кіностудії та
«Білорусьфільм».
Зніматися в кіно Ільїчов почав ще студентом (дебютував в 1966 році в картині Г. Натансона «Старша сестра»), швидко став затребуваним. Більшість його героїв — звичайні сучасники: студенти, роботяги, простаки, диваки тощо.
Володів яскравим комедійним талантом.
На початку 1990-х, в період постперебудовного лихоліття і акторської незатребуваності, Ільїчов разом з дружиною (балериною Маріїнського театру Світланою Осіевою) і сином виїхав до США. Але тут з акторською кар'єрою у нього не склалося.
Пішов з життя 8 жовтня 2010 після важкої і тривалої хвороби у місті Бока-Ратон (Флорида).

## Фільмографія
- «Особисте життя Кузяєва Валентина» (1967, Валентин Кузяєв)
- «Хроніка пікіруючого бомбардувальника» (1967, рядовий-механік Осадчий, озвучує Леонід Биков)
- «Ступінь ризику» (1968)
- «Мама вийшла заміж» (1969, Леонід, друг Борі Голубєва)
- «Драма зі старовинного життя» (1971, Афанаска)
- «Жартуєте?» (1971, Вася)
- «Учитель співу» (1972, Льова)
- «Виліт затримується» (1974, Анатолій Колосенок)
- «Під кам'яним небом» (1974, СРСР—Норвегія, Петя Потапов)
- «Повітроплавець» (1975, Франтик)
- «Вінок сонетів» (1976)
- «Собака на сіні» (1977, Фабьо)
- «Кіт у мішку» (1978, Вадим Миколайович Савчук)
- «Троє в човні, не рахуючи собаки» (1979, помічник сторожа)
- «Фрак для шибеника» (1979, Георгій Іванович Мякишев)
- «Дике полювання короля Стаха» (1979, пристав)
- «Митниця»
- «Ось такі дива» (1982, Віктор Григорович Вишняков)
- «Народився я в Сибіру» (1982,  кореспондент)
- «Учень лікаря» (1983, Гроздан)
- «Водій автобуса» (1983)
- «Вітя Глушаков — друг апачів» (1983, Геннадій Степанович, учитель праці)
- «Макар-слідопит» (1984)
- «Найчарівніша і найпривабливіша» (1985, Діма, попутник у поїзді)
- «Щиро Ваш...» (1985, Юра Самойлов)
- «Свято Нептуна» (1986)
- «Про те, чого не було» (1986, чоловік Юлі)
- «Зять із провінції» (1987)
- «Геній» (1991, Макар)

та інших.

Знявся в українських фільмах:
- «Тільки в мюзик-холі» (1980, т/ф, Клешнін)
- «Зелений фургон» (1983, т/ф, 2 с, Федько Бик)
- «Трест, що луснув» (1983, т/ф, 3 с, Руф Татам)
- «Казки старого чарівника» (1984, т/ф, 2 с, Скороход)
- «Стрибок» (1985, Буришкін)
- «Була не була» (1986, т/ф, 2 с, Петро)
- «І завтра жити» (1987, т/ф, 2 с)
- «На знак протесту» (1989, Агапкин)
- «Каталажка» (1990, капітан Забегайло)
- «І чорт з нами» (1991, епізод)
- «Фанданго для мавпочки» (1992, Удодов)
- «Повітряні пірати» (1992, терорист Гибон)
- «Анекдотіада, або Історія Одеси в анекдотах» (1994, т/ф, 5 с.)
- «Будемо жити!» (1995) та ін.